# Небереау I
Небереау I — давньоєгипетський фараон з XVI династії.

## Життєпис
Ім'я Небереау I згадується у Туринському папірусі, а також у Карнакському списку царів. 1927 року в Карнакському храмі була знайдена стела, створена у 1-й рік правління того фараона, що містить указ про передачу посади номарха Ель-Каба від попереднього правителя Кабесі його брату Себекнахту I та його нащадкам назавжди. Стела є єдиним історичним пам'ятником, що зберігся, на якому зазначено повну титулатуру Небереау I.
Також було знайдено кілька амулетів у вигляді скарабеїв і кинджал, на якому вирізано тронне ім'я фараона. Його ім'я також зазначено на статуї Гарпократа, що належить, утім, вже до греко-римської доби в Єгипті. У Єгипетському музеї Бонна міститься невелика стела, на якій зображено фараона Небереау I, що стоїть перед богинею Маат.
Точне розташування Небереау I серед фараонів Другого перехідного періоду не встановлено. Раніше деякі дослідники відносили його до XVII династії, у більш пізніх працях він позиціонується як правитель XVI, «фіванської» династії.